# قائمة نباتات لبنان
هذه قائمة للنباتات البرية في لبنان. القائمة ليست شاملة، ويجري حالياً إجراء إضافات لها.
يقع لبنان على الساحل الشرقي من حوض البحر الأبيض المتوسط الذي يعتبر خزاناً للتنوع النباتي. وهو واحد من النقاط الساخنة للتنوع البيولوجي في العالم لأولويات الحفظ ويؤوي 2600 نوع من النباتات. الأنواع الواطنة تشكل 12٪ من النباتات اللبنانية، 221 الأنواع النباتية المتوطنة هي واسعة الانتشار و90 منها ضيقة الانتشار.

## إ
- إصبعية عنقودية

## أ
- أذن الفأر القزويني
- أذن الفأر المتفرع
- أذن الفأر المنكسر
- أناغاليس حقلي
- أسل علجومي
- أسل رأسي
- أسل مفترش
- أقصليس ماعزي
- أوستريا شردية الأوراق
- أوفريس أصفر نويع الجليلي
- أوفريس بني
- أوفريس بني نويع سوسني اللون
- أوفريس نحلي
- أجاص سوري
- أذينة خشنة
- أذينة ذهبية الأوراق
- أذينة قصيرة الأسنان
- أذينة قصيرة الأوعية
- أثب مشعر
- أثينة عنقودية
- أرز لبناني
- أريغارون لبناني
- أفيبقطس خربقي
- أفيبقطس كندسي الأوراق

## آ
- آلوسن بومغارتنري
- آلوسن جداري
- آلوسن زاحف
- آلوسن ستريبرني
- آلوسن كثيف
- آلوسن لبناني
- آلوسن مرادي
- آلوسن مزدري
- الآس

## ب
- برباريس لبناني
- برسيم حجازي
- بلخنون سنبلي
- بلبوس وبري
- برنقوس خشن
- بطباط الطيور
- بطباط بحري
- بطم أطلسي
- بطم عدسي
- بطم فلسطيني
- بطنج إهرنبرغ
- بطنج ثلجي
- بطنج شاره للماء
- بطنج فلسطيني
- بطنج كريتي
- بطنج نائي
- بلان
- بلوط صبغي
- بلوط قلبريني
- بليحاء بيضاء
- بنفسج لبناني
- بوصير أرزي
- بوصير أليسي
- بوصير شامي
- بوصير غاياردو
- بوط عريض الأوراق
- بوط عريض الأوراق
- بيقية أجنبية
- بيقية رقيقة الأوراق
- بيقية رمادية
- بيقية مدببة
- بيقية نربونية
- بخور مريم أسمر
- بخور مريم فارسي
- بخور مريم لبناني
- بلفية حرمونية
- بليس حرجي
- بليس معمر
- بنج أسود
- بنج ذهبي
- بوطي
- بوقية سميكة الأوراق
- بوقية مدببة البتلات
- بياروم بوفيه
- بياروم بيرامي

## ت
- تفاف زيتي
- تين معروف

## ث
- ثمد ثلاثي الأسدية
- ثمد رباعي الصمامات
- ثوم أسود
- ثوم كرمي
- ثوم فاينبرغي
- ثوم لبناني
- ثوم مكملي
- ثوم عديد الأسدية
- ثوم شرقي
- ثوم عثكولي
- ثوم شبكي
- ثوم صنيني
- ثوم
- ثوم الزبداني
- ثوم ثلاثي الأوراق
- ثوم جذاب
- ثوم شعري
- ثوم صقلابي
- ثوم ظاهر الأسدية
- ثوم كاسيوسي
- ثوم كرملي
- ثوم مذكر
- ثوم مستدير

## ج
- جرجير الماء
- جزر شاطئي
- جزر منقط
- جزر ذهبي
- جزر بروتيروي
- جلبان عفقة
- جلبان نيسولي
- جلبان ضعيف الأوراق
- جعيدة
- جريس الشقوق
- جريس أجنبي
- جريس شعري الثمار
- جريس عصا يعقوب
- جريس غث
- جريس نجمي
- جميز
- جويسئة خضراء
- جيجان
- جينيستا لبنانية

## ح
- حشيشة الدود الأوشيرية
- حشيشة الدود القيليقية
- حشيشة الهر
- حرف مستنقعي
- حلبوب حولي
- حمباز شوكي
- حمرور أشعر
- حميضة قرينية
- حميضة ماعزية
- حندقوق هندي
- حندقوق طبي
- حربث
- حسيك فلسطيني
- حسيك كوتشي
- حسيك مرتفع
- حماض الغنم
- حنوة مغلقة
- حوذان إسفيني
- حوذان أليف الثلج
- حوذان آسيوي
- حوذان دمس
- حوذان شفاينفورتي
- حوذان مقدسي
- حامول أحادي المدقة
- حامول بالنسي
- حامول مسطح الزهرة
- حامول مسطح الزهرة
- حدوة الحصان عديدة الثمار
- حدوة الحصان وحيدة الثمرة
- حرف مستنقعي
- حشيشة المبارك المدينية
- حلفا سبخية

## خ
- خبازة نيسية
- خبازة مصرية
- خبازة مصرية
- خبازة متعددة الأزهار
- خبازة مهملة
- خبازة حادة الفلقات
- خبازة صغيرة الأزهار
- خبازة منقطة
- خبازة برية
- خبازة فصلية
- خرم الحنطة
- خس منشاري
- خرفار قصير السنابل
- خس ثلاثي الأركان
- خس شرقي
- خشخاش أبجر
- خشخاش أبجر
- خشخاش منثور
- خمان قزم
- خوخ صغير الثمار
- خوخ مفترش
- خروب
- خزامى مشرقية
- خشنة حقلية
- خشنة دقيقة
- خلة شيطانية

## د
- دفلى
- دوسر أجنبي
- دوسر بيضوي
- دوسر عمودي
- دوسر متغير
- ديشار مخطط
- داتورا صفراوية
- دانة صخرية
- دبيق جيراردي
- دخانية عربية
- درابة حادة الثمار
- درابة عارية
- درونق شرقي
- دفنة زيتونية
- دلبوث إيطالي
- دلبوث حلبي

## ذ
- ذبيبينة شوكية
- ذيل الفأر الصغير
- ذيل الكلب القنفذي
- ذيل الكلب الملون

## ر
- رزية دخنية الشكل
- رزية بلانشيانية
- رشاد عريض الأوراق
- ريباس
- رعي الحمام الطبي
- رومولية ثلجية
- رومولية زعفرانية
- رومولية عمودية
- رومولية فينيقية
- رغل أشعث الزهر
- رغل حليمي
- رقاقس وبري
- رقروق درهمي
- رقروق شائع
- رقروق صفصافي الأوراق
- رقروق ليدومي الأوراق
- رقمة شوكرانية
- رقمة عديمة الساق
- رقمة غاياردو
- رقيب الشمس القنفذي
- رويسة هدينويسية

## ز
- زنبق أبيض
- زوان متعدد الأزهار
- زيتون
- زباد شائك
- زهرة الحواشي الغديرية
- زهرة الحواشي المشرقية
- زهرة الحواشي ملساء الثمرة
- زهرة الربيع عديمة الساق
- زيزفورة رفيعة
- زيزفورة رمادية
- زيزفورة رؤيسية
- زراوند بوتا
- زراوند دائم الخضرة
- زراوند مبقع
- زراوند مغربي
- زعرور أحادي المدقة
- زعرور شائع
- زعفران أبيض شاحب
- زعفران حلبي
- زعفران شتوي
- زعفران صفراوي
- زعفران كوتشي
- زعفران نفاذ
- زعيتمان تتري
- زعيتمان تتري
- زمزريق أثيبي
- زعتر بري

## س
- سدر متبادل الأوراق
- سدر مسهل
- سدر لبناني
- سدر نقطي
- سرفل سوري
- سرفل لبناني
- سرفل برتقالي
- سرفل قليل الثمار
- سرفل كبير البذور
- سمورنيون قلبي الأوراق
- سمورنيون فطري
- سمورنيون بقلي
- سويداء البحر الميت
- سويداء أحادية المسكن
- سويداء أسفلتية
- سويداء فلسطينية
- سويداء لحمية
- سحلب إيطالي
- سحلب أناضولي
- سحلب جليلي
- سحلب سيمي
- سحلب منقط
- سدم إسبارطي
- سدم إسباني
- سدم أبيض
- سدم ساحلي
- سدم شاحب
- سدم طويل
- سدم فلسطيني
- سدم ملتف الساق
- سدم منفصل القنابات
- سرة أفقية
- سرة صخرية
- سرة صفراء
- سرة متوسطة
- سرخس جنوبي
- سرخس كمبري
- سفندر مدبب
- سكوليمس إسباني
- سلبين مريمي
- سلسفي قاسي
- سلسفي لبناني
- سلسفي مقنزع
- سلسفي مكملي
- سلسفي ناعم
- سمارة مشرقية
- سماق الصباغين
- سنديان أشعر
- سنديان لبناني
- سيبرة شائكة
- سيلينة إيطالية
- سيلينة دمشقية
- سيلينة رمادية
- سيلينة رويترية
- سيلينة شائعة
- سيلينة طويلة البتلات
- سيلينة عصارية
- سيلينة فلسطينية
- سيلينة لبنانية
- سيلينة مخروطانية
- سيلينة مصرية
- سيلينة مكملية
- سبع الأرض
- سراغة روتر
- سراغة مقدسية
- سرو المتوسط
- سعد طويل
- سعد ميشيلي
- سعد ناعم
- سنفية جبلية
- سنفية مشعرة
- سوسن الناصرة
- سوسن أرزي
- سوسن سوري
- سوسن سوسي
- سوسن شمالي كاذب
- سوسن فارسي
- سوسن فلسطيني
- سوسن قلموني
- سوسن متفاخر
- سوسن وستي

## ش
- شقار ناعم
- شوح سوري
- شبرق أفعى الماء
- شبرق صغير
- شيخة أقحوانية الأوراق
- شيخة دورية
- شردنية شرقية
- شعير بصيلي
- شومر
- شمبلان مغمور
- شوكران (نبات)
- شويعرة حقلية
- شويعرة خشنة
- شويعرة صلبة
- شويعرة عقيمة
- شويعرة متدلية
- شرش الزلوع

## ص
- صاصل سناني
- صاصل لبناني
- صاصل معرق
- صاصل جبلي
- صر نقطي
- صبغة متلألئة
- صفصاف أبيض
- صنوبر بروتي
- صنوبر ثمري
- صنوبر حلبي
- صوفانة أناضولية
- صوفانة أناضولية

## ض
- ضرم مكور

## ط
- طرديلن سوري
- طرخشقون حلبي
- طرخشقون سوري
- طرخشقون مخزني
- طيطان بحري
- طيون دبق
- طيون صفصافي الأوراق

## ظ
- ظيان لهبي

## ع
- عربية أوشرية
- عربية جديدة
- عربية ربيعية
- عربية قوقازية
- عربية مسنمة
- عرعر سوري
- عرعر متعالي
- عرعر كريه الرائحة
- عرعر شربيني
- عسلة شرقية
- عسلة نقدية الأوراق
- عسلة هلباء
- عشبة القوى اللبنانية
- عشبة القوى الغرنوقية
- عشبة القوى الزاحفة
- عنبريس أقرن
- عذم لحوي
- عضيض مريرياني
- عائق طابوري
- عجوقة ثلاثية
- عرن مثقوب
- عشقة متسلقة
- عصفلدين دمشقي
- عصفلدين قصير الساق
- عقربان
- عكوب جبلي
- عنصل بحري

## غ
- غاب عملاق
- غار
- غاف مليء
- غملول لبناني
- غملول قلموني
- غملول دمشقي
- غملول درداري
- غملول قيقبي
- غملول متباعد الأزهار
- غملول ساحر
- غملول أشوري
- غملول كوتشي
- غملول أرمني
- غملول بالانسي
- غرنوقي لبنان
- غرنوقي لبناني
- غرنوقي لين
- غرنوقي أرجواني
- غرنوقي درني
- غرنوقي دائري الأوراق
- غبيراء آرية
- غبيراء مروحية الأوراق
- غبيراء ممغصة

## ف
- فراسيون شائع
- فصة سوداء
- فصة صغيرة
- فصة زرية
- فزر جبلي
- فزر لبناني
- فزر محيطي الأوراق
- فوة صبغية
- فربيون ببلوس
- فربيون متوازي
- فربيون متورم البذور
- فربيون موشح
- فستوكة غنمية

## ق
- قرنفل كرامي
- قرنفل لبناني
- قرنفل دقيق السداة
- قرنفل متدلي
- قرنفل منتصب
- قرنفل ثلاثي النقط
- قرنفل حاد الحراشف
- قرنفل كثير الأزهار
- قرنفل نطاقي
- قرنفل أناضولي
- قرنفل زوفي الأوراق
- قرنفل شاحب
- قطلب
- قميلة سرفيلية
- قميلة حقلية
- قميلة متجانسة الأوراق
- قميلة ذهبية الثمار
- قميلة عقدية
- قميلة حقلية نويع متباينة الأوراق
- قميلة حقلية نويع مهملة
- قميلة دقيقة الأوراق نويع حمراء الأوبار
- قندرون أسلي
- قيصوم ألفي الأوراق
- قيصوم كوتشي
- قيصوم منجلي
- قيقب عريض الأوراق
- قبأ بصيلي
- قراص كبير
- قصعين خليلي
- قصعين صغير الغطاء
- قصعين لبدي
- قصعين لزج
- قصعين متصلب
- قصعين متعدد السوق
- قصعين مقدسي
- قيصوب جنوبي
- قبار
- قبأ الصحراء الفارسي
- قتاد اللجاة
- قتاد بيتلحمي
- قتاد ثلاثي الأشعة
- قتاد حاصباني
- قتاد حرموني
- قتاد خطافي
- قتاد زحلاوي
- قتاد شوكي
- قتاد صنوبري
- قتاد فليني
- قتاد فوقي اللسان
- قتاد قنفذي
- قتاد مضغوط
- قتاد منزوع الحواف
- قرثمن بحري
- قرصعنة بحرية
- قرصعنة حقلية
- قرصعنة كريتية
- قرصعنة متجمعة
- قرصعنة منجلية
- قريضة كريتية
- قريضة مريمية الأوراق
- قصوان شائع
- قصوان لبناني
- قطلب أونيدو
- قطنية درهمية
- قمعية عنابية
- قنصور قيليقي
- قنطريون أوضح
- قنطريون أيبيري
- قنطريون بهي
- قنطريون حار الأوراق
- قنطريون شاحب
- قنطريون عيناتي
- قنطريون قرصعني
- قنطريون كحلي
- قنطريون متغاير الثمار
- قنطريون ممتد
- قنطريون موتيرد
- قنفذي متعدد القرون
- قنيبرة حلبية

## ك
- كتانية حلبية
- كزبرة البئر
- كوتا صبغية
- كيتيبلية بالنسية
- كحلاء مشرقية
- كرسول مجنح
- كلخ لؤلؤي
- كنباث أفرع
- كنباث سبخي
- كنباث مستنقعي

## ل
- لاميون ملتف الساق
- لاميون مسكي
- لافترية فصلية
- لمنة محدبة
- لمنة صغرى
- لبنى
- لزيق شوكي
- لولوبة حلزونية
- لولوبة خريفية
- لبلاب الحقول
- لحاء الغول
- لحلاح القدس
- لسان الثور البومي
- لسان فضي
- لمباردا ملحية
- لوف ديوسقوريدس
- لوف طويل
- لوف فلسطيني
- لوف محب للرطوبة
- لوف منفرج

## م
- مثنان أهلب
- مشعلية قلبية الأوراق
- مشعلية متقابلة الأوراق
- منوارتية معقوفة
- منوارتية ميسوجسية
- منوارتية عرعرية
- منوارتية مايرية
- منوارتية لبنانية
- مردقوش إهرنبرغي
- مردقوش سوري
- مردقوش لبناني
- محلب
- مرير شائك الزغب
- ماميثا صفراء
- ماميران تيني
- محمودة
- مران رمادي
- ممشقة مشرشرة

## ن
- نجيل
- نباز سوري
- نرجس شائع
- نرجس متأخر
- نعناع بري
- نعناع مائي
- نعناع طويل الأوراق
- نغت مشرقي
- نخلة التمر
- نفل أرجواني
- نفل بري
- نفل بواسييه
- نفل حبي
- نفل حقلي
- نفل خشن الحواف
- نفل رفيع الأوراق
- نفل زاحف
- نفل فراولي
- نفل قليل الأزهار
- نفل كلوسي
- نفل متكئ
- نفل مدرع
- نفل نجمي

## هـ
- هالوك القتاد (الاسم العلمي:Orobanche astragali)
- هالوك حرموني (الاسم العلمي:Orobanche hermonis)

## و
- ورد الكلاب
- ورد مشطي
- ورد دغيلي
- ورد غروي
- ورد شرقي
- ورد فينيقي
- ورد مغبر
- واشنطونيا خيطية
- وسمة برتغالية

## A
- Acer hyrcanum subsp. Tauricolum
- Acer monspessulanum subsp. microphyllum
- Achillea biebersteinii
- Adenocarpus complicatus
- Agropyron libanoticum
- Agropyron panormitanum
- Ainsworthia cordata
- Ajuga palaestina Boiss.
- Alcea apterocarpa
- Alcea digitata
- Alcea kurdica Ssp. coelesyriaca
- Alcea setosa palmata
- Alchemilla diademata
- Alisma lanceolatum
- Alisma plantago aquatica
- Alkanna leicarpa
- Alkanna maleolens
- Alkanna prasinophylla
- كراث نبطي
- Allium ampeloprasum var. leucanthum
- Allium chloranthum
- Allium chloranthum var. montanum
- Allium curtum subsp. Palaestinum
- Allium pallens var. pallens
- Allium pseudocalyptratum
- Allium rupicola
- Allium sphaerocephalon subsp. Arvense
- Alopecurus anthoxanthoides
- ثعلبية قصبية
- Alsine globulosa
- Alsine meyeri
- Alsine tenuifolia
- Althaea bertrami
- قطيفة هجينة  [لغات أخرى]‏
- قطيفة مثنية إلى الوراء  [لغات أخرى]‏
- مشمله  [لغات أخرى]‏
- خوخ عربي
- Anacamptis collina
- Anacamptis coriophora
- Anacamptis laxiflora
- Anacamptis morio subsp. Syriaca
- Anacamptis papilionacea
- Anacamptis pyramidalis
- Anacamptis sancta
- Anacyclus nigellifolius
- Anarrhinum orientale
- Anchonium billardieri
- لبانه  [لغات أخرى]‏
- رقاقس أكبر
- Anemone coronaria Var. phoenicia
- Anemone coronaria var.cyanea
- Anogramma leptophylla
- Anthemis blancheana
- Anthemis chia
- أربيان كريتي
- Anthemis cretica subsp. cassia var. discoidea.
- Anthemis didymaea
- Anthemis tinctoria Var. discoidea
- Anthriscus lamprocarpa
- رشاد أذن الفأر
- Arceuthobium oxycedri
- Arctium minus subsp. Pubens
- Arenaria deflexa
- Arenaria leptoclados
- Arenaria libanotica
- Arenaria pubescens
- Arisarum vulgare subsp. vulgare
- Arisarum vulgare Var. veslingii
- Aristolochia billardieri
- Aristolochia cordata
- Aristolochia parviflora
- Aristolochia scabridula
- خريسة كبيرة السنبلة
- Arum rupicola var. rupicola
- هليون بري
- Asperula breviflora
- Asperula glareosa
- Asperula libanotica
- بروق متفرع
- Asplenium bourgaei
- شتراق مخزني  [لغات أخرى]‏
- Asplenium lepidum subsp. Haussknechtii
- Asplenium onopteris
- Asplenium sagittatum
- Astragalus aleppicus
- Astragalus angulosus
- Astragalus angustifolius
- Astragalus baalbekensis
- Astragalus bæticus
- Astragalus baeticus
- Astragalus berytheus
- Astragalus bhamrensis
- أسطراغالس الأرز  [لغات أخرى]‏
- Astragalus cephalotes
- Astragalus coluteoides
- Astragalus cruciatus
- Astragalus cruentiflorus
- Astragalus cuccularis
- Astragalus damascenus
- Astragalus deinacanthus
- Astragalus dictyocarpus
- Astragalus drusorum
- Astragalus echinus
- Astragalus ehdenensis
- Astragalus ehrenbergii
- Astragalus gaillardotii
- قتاد صمغي
- Astragalus guttatus
- Astragalus heliopolitanus
- Astragalus hilaris
- Astragalus hirsutissimus
- Astragalus hispidus
- Astragalus huninensis
- Astragalus kotschyanus
- Astragalus kurnet-es-saudae
- Astragalus lanatus
- Astragalus lepidanthus
- Astragalus lusitanicus
- Astragalus macrocarpus
- Astragalus mollis
- Astragalus onobrycbisconnuta
- Astragalus palæstinus
- Astragalus pentaglottis
- Astragalus platyraphis
- Astragalus psilodontius
- Astragalus radiatus
- Astragalus roussaeanus
- Astragalus schizopterus
- Astragalus sofarensis
- Astragalus trichopterus
- Astragalus trifoliolatus
- Asyneuma rigidum
- Asyneuma virgatum
- خنشار أنثى
- Atriplex portulacoides
- Aubrietia libanotica
- Avena sterilis

## B
- Baldellia ranunculoides
- Bassia monticola
- Bellevalia flexuosa
- Bellevalia macrobotrys
- Bellevalia nivalis
- Bellevalia trifoliata
- Bidens pilosa
- Bilacunaria boissieri
- Biscutella ciliata
- Blackstonia perfoliata
- Blysmus compressus
- Brachypodium distachyum
- بريزة كبيرة
- Bromus arenarius
- Bromus brachystachys
- شويعرة منتصبة
- Bromus fasciculatus
- Bromus palaestinus
- Bromus syriacus
- Bromus tomentellus
- Brunnera orientalis
- Bryonia multiflora
- Bryonia syriaca
- Bunium elegan
- Bunium pestolazzae

## C
- Cakile aegyptia
- Calamintha origanifolia
- رأس العصفور
- Callipeltis cucullaris
- قندول شعري
- Campanula rapunculus , var. spiciformis
- Campanula retrorsa
- Campanula stricta
- Campanula stricta var. libanotica
- Cardamine graeca
- Carex distans
- Carex divisa
- سعادى مداد
- Carex flacca
- Carex stenophylla
- أداد قنابي
- قنطريون جيري
- Centaurea cheirolopha
- Centaurea triumfetti
- قنطريوم إريتري
- القنطريون الصغير  [لغات أخرى]‏
- Centaurium spicatum
- Centaurium tenuiflorum
- Centranthus longiflorus
- Centranthus longiflorus
- Cephalanthera longifolia
- Cephalanthera rubra
- Cephalaria cedrorum
- Cephalaria joppensis
- Cephalaria joppica
- Cephalaria kesruanica
- Cephalorrhynchus tuberosus
- Cerastium anomalum
- Cerastium dichotomum
- Cerastium glomeratum
- Cerastium inflatum
- Ceterach officinarum
- Chardinia xeranthimoides
- Cheilanthes catanensis
- Cheilanthes fragrans
- Cheilanthes maderensis
- Cheilanthes pteridioides
- أثينة عنقودية
- جربوز (نبات)
- Chenopodium opulifolium
- Chenopodium rubrum
- Cicer incisum
- Cicerbita mulgedioides
- Cirsium diacantha
- Cirsium phyllocephalum
- Clypeola jonthlaspi
- Colchicum brachyphyllum
- Colchicum decainsei
- Colchicum libanoticum
- لحلاح ستيفن
- Coluteocarpus vesicarius
- Consolida hohenackeri
- Consolida rigida
- Convolvulus secundus
- Coronilla emeroides
- Coronilla varia libanotica
- Corydalis rutifolia
- كوريداليس سوليدا
- Corydalis solida brachyloba
- Cosentinia vellea subsp. vellea
- Cotyledon libanotica
- Cousinia libanotica
- Crepis reuteriana subsp. Eigiana
- Crépis sancta
- Crocus haussknechtii
- Crocus pallasii subsp. Haussknechtii
- Crocus pallasii subsp. pallasii
- Crocus thiebautii
- Crucianella herbaceae
- Crucianella imbricata
- Crucianella latifolia
- Crucianella macrostachya
- Cruciata coronata
- Crupina crupinastrum
- Crypsis acuminata
- Cynoglossum nebrodense
- Cynosurus effuses
- سعد ثعلبي
- Cyperus flavescens
- Cyperus kalli
- Cystopteris filix-fragilis
- Cystopteris fragilis
- Cytisopsis doryeniifolia
- Cytisus syriacus

## D
- Dactylorhiza iberica
- Dactylorhiza osmanica var. osmanica
- Dactylorhiza romana subsp. Romana
- Dactylorhiza saccifera subsp. Gervasiana
- Danaa cornubiensis
- Digitaria sanguinalis
- ندية مستديرة الأوراق
- Dryopteris aculeata

## E
- Echinodorus ranunculoides
- قنفذي كروي الرأس
- Echium angustifolium
- Eminium spiculatum
- Enarthrocarpus arcuatus
- Ephedra campylopoda
- أفيبقطس خربقي
- أفيبقطس خربقي
- Eremostachys laciniata
- Eremurus spectabilis
- Erica manipuliflora
- Erica sicula var. libanotica
- Erodium romanum
- Erophila gilgiana
- Erophila setulosa
- Ervum lenticula
- Erysimum goniocaulon
- Erysimum libanoticum
- Erysimum repandum
- Erysimum scabrum
- Erysimum verrucosum
- غفاث  [لغات أخرى]‏
- Euphorbia aulacosperma
- Euphorbia macroclada
- Euphorbia macrostegia
- Euphorbia peploides
- Exoacantha heterophylla

## F
- Ferula cassii
- Ferulago frigida
- Ferulago syriaca
- Ferulago trachycarpa
- هيتمة جوبية
- Fibigia eriocarpa
- ماميران ربيعي
- Frankenia hispida
- Fritillaria alfredae
- Fritillaria elwesii
- بوقية فارسية
- Fumaria densiflora
- Fumaria gaillardotii

## G
- زخرط ليوتاردي
- Gagea arvensis
- Gagea circinata
- Gagea micrantha
- زخرط مزند
- Gagea reticulata
- Galanthus fosteri
- Galium canum
- Galium hierosolymitanum
- Galium incanum
- Galium jungermannioides
- Galium libanoticum
- Galium murale
- Galium orientale
- Galium peplidifolium
- Galium pestalozzae
- Galium pestalozzae
- Galium prusense
- Galium thiebautii
- Galium verticillatum
- Galium verticillatum
- Gastridium ventricosum
- Gladiolus aleppicus
- Gladiolus imbricatus
- دلبوث إيطالي
- Glaucium leiocarpum
- Gymnogramma leptophylla
- Gynandriris sisyrinchium
- Gypsophila frankenioides var. libanotica
- Gypsophila mollis

## H
- قطيفية مزيفة
- Halimium umbellatum
- Heleocharis macrantha
- Heleocharis palustris
- Heleochloa schoenoides
- Helianthemum ledifolium ler var. campylopus
- Helichrysum pallasii
- Helichrysum plicatum
- ذهب الشمس الدموي
- Helichrysum virgineum
- Heliotropium lasiocarpum
- Heliotropium supinum
- زريقة (نبات)
- Hesperis kotschyana
- Hesperis pendula
- Heteranthelium piliferum
- ينم
- Hieracium kneissaeum
- Hieracium schmidtii
- Himantoglossum caprinum
- Himantoglossum comperianum
- Himantogolossum affine
- Hordeum hystrix Roth
- Hydrocotyle ranunculoides
- Hymenocarpus circinatus
- Hyoscyamus reticulates
- Hypecoum imberbe
- عرن صوفي
- Hypericum libanoticum
- عرن شاحب
- Hypericum thymifolium

## I
- طباق نفاح
- شب النهار
- أثمان رملي
- سوسن المقابر الأبيض
- سوسن عراقي
- سوسن ميس الجبل
- Iris unguicularis cretensis
- عرعر سوري

## J
- Johrenia westii

## L
- Lagoecia cuminoides
- Lagonychium farctum
- شعر الأرنب
- Lamium striatum var. minus
- Lamium striatum
- Lamium truncatum
- Lapsana communis subsp. Ramosissima
- لابسنا كومونيس
- Lathyrus digitatus
- Lathyrus hierosolymitanus
- Lathyrus libani
- Lathyrus variabilis
- Lecokia cretica
- Legousia falcata
- Legousia pentagonia
- Leontodon asperrimus
- Leontodon libanoticus
- ليونتودون درني  [لغات أخرى]‏
- Leopoldia maritima
- Limodorum abortivum
- Limonium angustifolium
- Limonium graecum
- Limonium sieberi
- خزامى بحرية متموجة
- Linum bienne
- Linum carnosulum
- Linum gallicum
- Linum nodiflorum
- Linum pubescens
- Lloydia rubroviridis
- Lotus angustissimus
- Lotus corniculatus var. alpinus
- Lotus cytisoides
- Lotus gebelia subsp. libanoticus
- Lotus gebelia
- Lotus tenuis
- Lupinus digitatus
- Lupinus hirsutus
- Lycochloa avenacea
- فراسيون مائي  [لغات أخرى]‏
- رِجْل الحَمامه  [لغات أخرى]‏
- Lythrum junceum
- فرندل مبذول

## M
- Malcolmia maritima
- Marrubium radiatum
- Matthiola crassifolia , var flaviflora
- ميليكا سيلياتا
- ميشكسية جريسية
- Micromeria juliana
- Micromeria nummulariifolia
- Moraea sisyrinchium
- بلبوس وبري
- Muscari parviflorum
- ميوبردون ظريف  [لغات أخرى]‏
- Malus trilobata
- Matthiola tricuspidata
- سيلينة عريضة الأوراق
- Melica inaequiglumis
- Micromeria barbata
- Micromeria myrtifolia
- Milium pedicellare
- Morina persica
- Muscari maritimum
- Muscari pinardi
- Marrubium libanoticum
- Matthiola crassifolia
- فصة متعددة الأشكال
- Melica angustifolia
- Merendera sobolifera
- Micromeria graeca
- Micromeria nervosa
- Milium trichopodum
- تبديل موسكاري
- Muscari neglectum
- Muscari racemosum
- أم ألف ورقة  [لغات أخرى]‏

## N
- Neotinea intacta
- Neotinea maculata
- Neotinea tridentata
- Nepeta cilicica
- Nepeta italica
- Nigella arvensis var. mutica
- Nonea obtusifolia
- Notholaena vellea

## O
- Odontites aucheri
- Odontites lutea Clairv. var. hispidula
- Ononis adenotricha
- Ononis reclinata , var. mollis
- Ononis spinosa leiosperma
- Onopordum cynarocephalum
- Onosma aucherana
- Onosma frutescens
- Onosma sericea
- Ophioglossum lusitanicum
- Ophrys attica
- Ophrys attica orientalis
- Ophrys bornmuelleri
- Ophrys fuciflora
- Ophrys fuciflora subsp. Bornmuelleri
- أوفريس بني
- Ophrys omegaifera subsp. Israelitica
- Ophrys scolopax
- Ophrys sintenesii
- Ophrys speculum
- Ophrys sphegodes subsp. Mammosa
- Ophrys umbilicata subsp umbilicata
- Orchis collina
- Orchis comperiana
- Orchis coriophora var. fragrans
- Orchis iberica
- Orchis laxiflora subsp. dielsiana
- Orchis maculata macrostachys
- أناكامبتيس موريو
- Orchis morio var. libani
- Orchis olocheilos
- Orchis papilionacea
- Orchis patens var. asiatica
- Orchis punctulata subsp. Galilaea
- Orchis punctulata subsp. sepulchralis
- Orchis romana subsp. Libanotica
- Orchis sancta
- Orchis syriaca
- Orchis tridentata
- Orlaya daucoides
- قوقال
- سرسخ ملكي  [لغات أخرى]‏
- Osmunda regalis var. plumieri
- عثق أبيض
- أذنية

## P
- Paeonia kesrouanensis
- Paeonia mascula
- Pancratium parviflorum
- Parentucellia latifolia
- Parentucellia viscosa
- Parietaria eretica
- Peltaria angustifolia
- Pentapera sicula var. libanotica
- Peucedanum depauperatum
- مطى
- Phalaris bulbosa
- زرود عريض الأوراق
- Phleum arenarium
- Phleum montanum
- Phleum nodosum
- Phlomis brachyodon subsp. Damascena
- Phragmites commuais
- Phyllitis hemionitis
- Phyllitis sagittata
- عقربان
- Physospermum nudicaule
- Picnomon acarna
- Picris echioides
- Pilgerochloa blanchei
- Pimpinella anthriscoides
- Pimpinella peregrina
- Pimpinella tragium
- Piptatherum miliaceum
- بطم أطلسي
- Plantago albicans
- دنمة  [لغات أخرى]‏
- Plantago squarrosa
- Poa diversifolia
- Poa persica Trin.
- Poa silvicola Guss.
- Podanthum virgatum
- Polygala supina
- Polygonum cedrorum
- Polygonum lapathifolium
- Polygonum polycnemoides
- Polypodium vulgare subsp. Serratum
- ذنب الفار  [لغات أخرى]‏
- سرخس شوكي  [لغات أخرى]‏
- Potamogeton densus
- عقدة بوتاموجيتون
- Potamogeton panormitanus
- Poterium gaillardoti
- بلان
- Poterium verrucosum
- Prospero autumnale
- Prunella vulgaris
- خوخ عربي
- Prunus korschinskyi
- خوخ الدب
- Pseudorlaya pumila
- خنشار كبير
- Ptilostemon chamaepeuce
- Ptilostemon diacantha
- Puccinelia distans
- رعراع أيوب
- بشكينة إشقيلية
- بشكينة إشقيلية
- Putoria calabrica

## Q
- Quercus brandtii
- سنديان صخري
- Quercus cerris var. pseudocerris
- Quercus infectoria var. latifolia
- سنديان وبري
- Queria hispanica

## R
- Ranunculus orbiculatus
- Ranunculus scleratus
- Ranunculus sphaerospermus
- Reichardia macrophylla
- Rhagadiolus stelaltus
- Rhododendron ponticum var. brachycarpum
- Rhus tripartita
- Ribes orientale
- Ricotia lunaria
- روبينية سنطية
- Romulea ramiflora
- Rorippa macrocarpa
- Rosularia kesrouanensis
- Rosularia libanotica
- Rubia aucheri
- Rubus bifrons
- Rubus collinus
- Rubus hedycarpus
- عليق مقدس
- Rubus tomentosus
- Rumex nepalensis

## S
- Sagina libanotica
- Salix alba var. micans
- ساليكس بيديسيلاتا
- أشنان القصارين  [لغات أخرى]‏
- Salvia fructicosa
- Salvia grandiflora
- Salvia mutlicaulis var. simplicifolia
- Salvia viridis var. horminum
- Saponaria pumilio
- Scabiosa argentea
- Scabiosa ochraleuca
- Scabiosa palaestina
- Scabiosa palaestina var. microcephala
- Scabiosa palestina var palestina
- Scabiosa prolifera
- Scaligeria cretica
- Scandix iberica
- سكانديكس بيكتين فينيريس
- Scandix stellata
- Scilla automnalis
- Scilla cilicica
- بصيل ياقوتي
- عشب البرك
- جولان بحيري
- Scirpus tuberosus
- Scleropoa rigida
- Scorzonera cana
- Scorzonera capitata
- Scorzonera jacquiniana
- Scorzonera phaeopappa minor
- Scrophularia peyronii
- Scrophularia rubricaulis
- Scutellaria brevibracteata
- Scutellaria orientalis var. alpina
- Scutellaria peregrine
- Scutellaria tomentosa
- Scutellaria utriculata
- Searsia tripartita
- Securigera securidaca
- Sedum assyriacum var. minus
- Sedum cespitosum
- Sedum tenuifolium
- Selaginella denticulata
- Senecio bertrami
- Senecio doriaeformis subsp. doriaeformis
- Senecio exilis
- Senecio mouterdei
- Senecio vernalis
- Serapias vomeraceae
- Serratula cerinthifolia
- Serratula mouterdei
- ورخة قزمة
- حضحض
- Sideritis glandulifera
- Sideritis libanotica , var. linearis
- Sideritis libanotica var. incana
- Sideritis remota
- سيلينة عريضة الأوراق
- Silene colorata var. decumbens
- سيلينة شائعة
- Sison exaltatum
- فشاغ قاس
- ثلثان
- Solanum luteum Miller subsp. Alatum
- Sonchus asper subsp. Glaucescens
- وزال
- Specularia pentagonia
- Steptorhampus tuberosus
- Sternbergia clusiana
- ذربوب سورنجاني الزهرة
- Sternbergia pulchella
- Stipa bromoides
- Stipa fontanesii

## T
- Taeniatherum crinitum
- ديسقوريا معروفة
- Taraxacum megalorrhizon
- Telmissa microcarpa
- Teucrium divaricatum
- عشبة الطحال  [لغات أخرى]‏
- Teucrium montbretii
- Teucrium scordioides
- Teucrium stachyophyllum
- Teurcium chamaedrys
- Thesium arvense
- Thesium libanoticum
- Thlaspi brevicaule
- Thlaspi microstylum
- الثيمبرا سبيكاتا
- Tracheliopsis tubulosa
- Tragopogon buphthalmoides
- Tragopogon longirostris
- Trifolium billardieri
- Trifolium formosum
- Trifolium globosum
- Trifolium lagrangei
- Trifolium physodes
- Trifolium sannineum
- نفل حرشفي
- Trifolium speciosum
- نفل لبدي
- Trifolium xerocephalum
- حلبة بيروتية  [لغات أخرى]‏
- Trigonella cylindracea
- Trigonella filipes
- Trigonella spinosa
- Tripleurospermum sannineum
- Trisetum flavescens
- توليب أجنبي
- Tulipa aleppensis
- Tulipa aucheriana westii
- Tulipa lownei
- عنم  [لغات أخرى]‏
- Turgenia latifolia
- Turgeniopsis foeniculacea
- حشيشة السعال
- بوط دمياطي

## V
- Verbascum casareum
- Verbascum leptostachyum
- Verbascum libanoticum
- Veronica anagallis-aquatica
- Veronica biloba
- Veronica bombycina subsp. bombycina
- Veronica caespitosa subsp. Leiophylla
- Veronica cymbalaria
- Veronica polifolia
- Veronica syriaca
- عشبة الفنكا
- Vinca herbacea subsp. Libanotica
- فنكا  [لغات أخرى]‏
- Viola ebracteolata
- بنفسج عطري
- Viola sieheana
- Vulpia membranacea

## X
- Xanthium echinatum
- حشيشة الخزيرة  [لغات أخرى]‏
- Xeranthemum longipapposum

## طالع
أنواع الأشجار المحلية في لبنان والبلدان المجاورة (كتاب)